# Aeroporto Internazionale Cesária Évora
L'Aeroporto Internazionale Cesária Évora, precedentemente denominato Aeroporto di São Pedro, (IATA: VXE, ICAO: GVSV) è l'aeroporto che serve l'Isola di São Vicente, Capo Verde. È vicino al villaggio di São Pedro, nel valle della Ribeira de São Pedro, a 5 km sudovest del centro della città di Mindelo.

## Storia
L'aeroporto fu inaugurato nel 1960. Nel 2005 iniziarono i lavori di ampliazione della pista e del terminal, in modo a trasformare l'aeroporto in un aeroporto internazionale. Fino al 2007 fu utilizzato principalmente dagli ATR 42-300 della compagnia aerea TACV, per i collegamenti con l'Aeroporto di Praia (RAI, nell'isola di Santiago), con l'Aeroporto di Sal (SID, nell'isola di Sal) e con il Aeroporto da Preguiça (SNE, a Sâo Nicolau). Dopo i cantieri, l'apron sopporta l'operazione di due aerei del tipo Boeing 757, Airbus A320 e Airbus A310.
Nel 2012 è stato intitolato alla cantante capoverdiana Cesária Évora.

## Caratteristiche

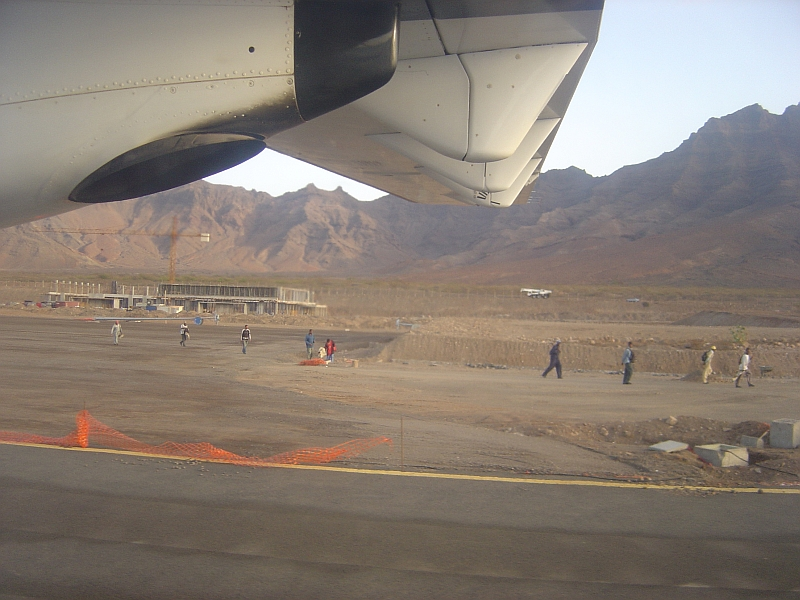
Vista dei cantieri nel 2006

L'aeroporto ha un'elevazione di 20 metri (66 piedi). Nel 2006 la pista aveva la lunghezza di 1975 metri (6480 piedi) e 45 metri (148 piedi) di larghezza. L'aeroporto è classificato 4D dalla ICAO.

## Gestione

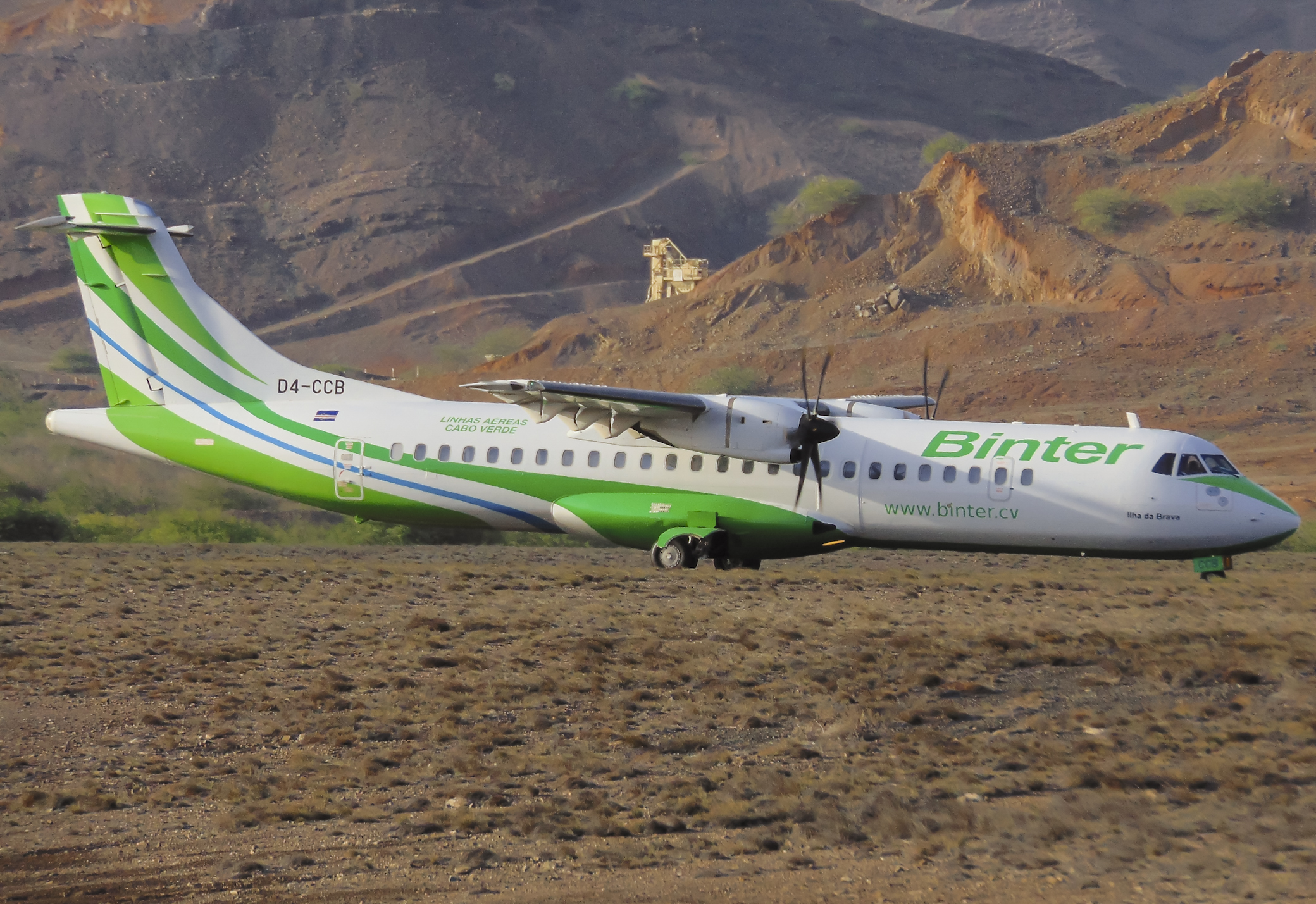
Un ATR 72 della Binter Cabo Verde a São Pedro.

L'aeroporto è il terzo aeroporto più attivo di Capo Verde. È gestito dall'ASA - Aeroportos e Segurança Aérea.

## Statistiche
Questo grafico non è disponibile a causa di un problema tecnico.
Si prega di non rimuoverlo.
Vedi la query Wikidata di origine.

## Destinazioni e Compagnie Aeree

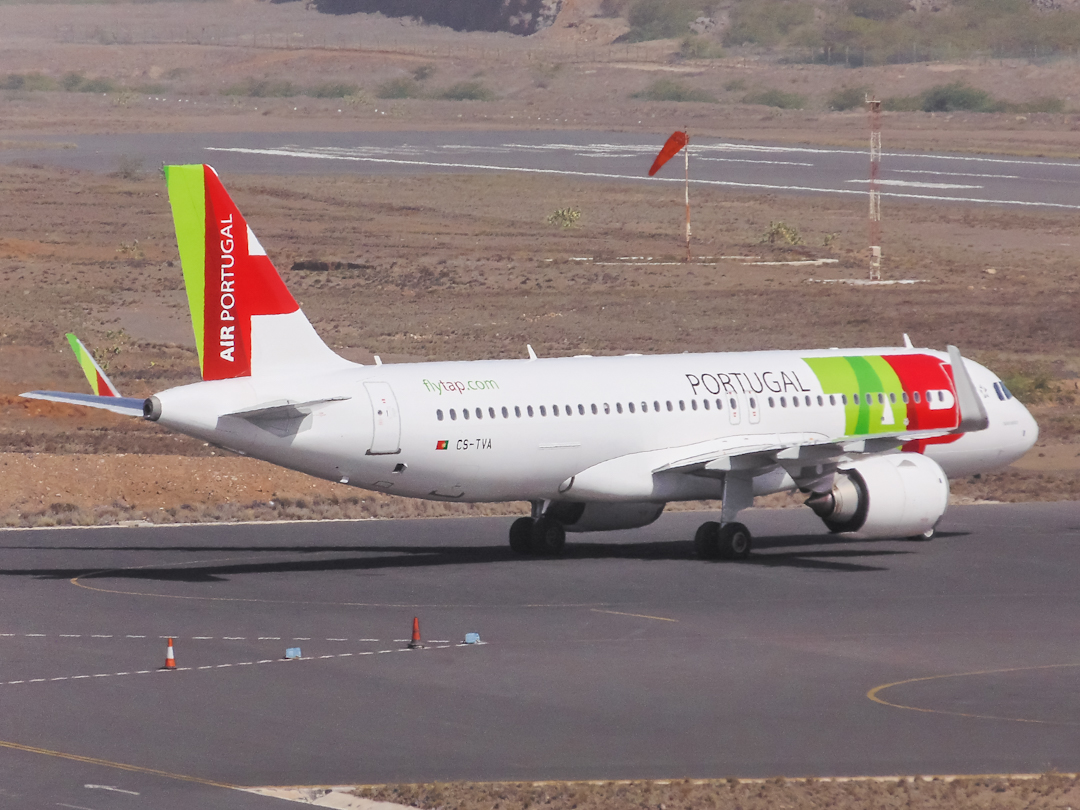
A320NEO della portoghese TAP Portugal a São Vicente.

- TAP Portugal: Lisbona
- Binter CV: Sal, Praia
- TUIfly Netherlands: Amsterdam[3]